# Partia Wolności i Sprawiedliwości (Egipt)
Partia Wolności i Sprawiedliwości – rozwiązana egipska islamska partia polityczna. 
Została założona w 2011 roku jako polityczna frakcja powiązana z Bractwem Muzułmańskim. Zwyciężyła w wyborach parlamentarnych pod koniec 2011 roku, a jej kandydat i pierwszy przewodniczący Muhammad Mursi wygrał drugą turę wyborów prezydenckich w 2012 roku. 
Utrzymywała się u władzy aż do momentu wojskowego zamachu stanu 3 lipca 2013, który zwiastowały wcześniejsze antyrządowe protesty. Po odsunięciu od władzy ugrupowanie poddano represjom, następnie uznano je za organizację terrorystyczną. 9 sierpnia 2014 Najwyższy Sąd Administracyjny w Kairze postanowił o rozwiązaniu partii.